# Liste des matchs de l'équipe des îles Féroé de football par adversaire
Cette liste présente les matchs de l'équipe des îles Féroé de football par adversaire rencontré depuis son premier match officiel le 24 août 1988 contre l'Islande.
- Haut – A
- B
- C
- D
- E
- F
- G
- H
- I
- J
- K
- L
- M
- N
- O
- P
- Q
- R
- S
- T
- U
- V
- W
- X
- Y
- Z

## A

### Albanie
|   | Date             | Lieu                 | Match                | Score | Compétition                                |
| 1 | 20 juin 2023     | Tórshavn, Îles Féroé | Îles Féroé - Albanie | 1 - 3 | Qualifications pour l'Euro 2024 (Groupe E) |
| 2 | 20 novembre 2023 | Tirana, Albanie      | Albanie - Îles Féroé | 0 - 0 | Qualifications pour l'Euro 2024 (Groupe E) |

Bilan
- Total de matchs disputés : 2
- Victoires de l'équipe des îles Féroé : 0
- Victoires de l'équipe d'Albanie : 1
- Matchs nuls : 1

### Allemagne
|   | Date              | Lieu                 | Match                  | Score | Compétition                                           |
| 1 | 16 octobre 2002   | Hanovre, Allemagne   | Allemagne - Îles Féroé | 2 - 1 | Qualifications pour l'Euro 2004 (Groupe 5)            |
| 2 | 11 juin 2003      | Tórshavn, Îles Féroé | Îles Féroé - Allemagne | 0 - 2 | Qualifications pour l'Euro 2004 (Groupe 5)            |
| 3 | 7 septembre 2012  | Hanovre, Allemagne   | Allemagne - Îles Féroé | 3 - 0 | Qualifications pour la Coupe du monde 2014 (Groupe C) |
| 4 | 10 septembre 2013 | Tórshavn, Îles Féroé | Îles Féroé - Allemagne | 0 - 3 | Qualifications pour la Coupe du monde 2014 (Groupe C) |

Bilan
- Total de matchs disputés : 4
- Victoires de l'équipe des îles Féroé : 0
- Victoires de l'équipe d'Allemagne : 4
- Matchs nuls : 0

### Andorre
|   | Date             | Lieu                        | Match                | Score | Compétition                                           |
| 1 | 3 juillet 1999   | San Fernando, Espagne       | Andorre - Îles Féroé | 0 - 0 | Match amical                                          |
| 2 | 25 mars 2017     | Andorre-la-Vieille, Andorre | Andorre - Îles Féroé | 0 - 0 | Qualifications pour la Coupe du monde 2018 (Groupe C) |
| 3 | 3 septembre 2017 | Tórshavn, Îles Féroé        | Îles Féroé - Andorre | 1 - 0 | Qualifications pour la Coupe du monde 2018 (Groupe C) |
| 4 | 6 septembre 2020 | Andorre-la-Vieille, Andorre | Andorre - Îles Féroé | 0 - 1 | Ligue des nations 2020-2021 (Ligue D)                 |
| 5 | 12 octobre 2020  | Tórshavn, Îles Féroé        | Îles Féroé - Andorre | 2 - 0 | Ligue des nations 2020-2021 (Ligue D)                 |

Bilan
- Total de matchs disputés : 5
- Victoires de l'équipe des îles Féroé : 3
- Victoires de l'équipe d'Andorre : 0
- Matchs nuls : 2

### Arménie
|   | Date             | Lieu                 | Match                | Score | Compétition                           |
| 1 | 10 octobre 2024  | Tórshavn, Îles Féroé | Îles Féroé - Arménie | 2 - 2 | Ligue des nations 2024-2025 (Ligue C) |
| 2 | 14 novembre 2024 | Erevan, Arménie      | Arménie - Îles Féroé | 0 - 1 | Ligue des nations 2024-2025 (Ligue C) |

Bilan
- Total de matchs disputés : 2
- Victoires de l'équipe des îles Féroé : 1
- Victoires de l'équipe d'Arménie : 0
- Matchs nuls : 1

### Autriche
|   | Date              | Lieu                 | Match                 | Score | Compétition                                           |
| 1 | 12 septembre 1990 | Landskrona, Suède    | Îles Féroé - Autriche | 1 - 0 | Qualifications pour l'Euro 1992 (Groupe 4)            |
| 2 | 22 mai 1991       | Salzbourg, Autriche  | Autriche - Îles Féroé | 3 - 0 | Qualifications pour l'Euro 1992 (Groupe 4)            |
| 3 | 11 octobre 2008   | Tórshavn, Îles Féroé | Îles Féroé - Autriche | 1 - 1 | Qualifications pour la Coupe du monde 2010 (Groupe 7) |
| 4 | 5 septembre 2009  | Graz, Autriche       | Autriche - Îles Féroé | 3 - 1 | Qualifications pour la Coupe du monde 2010 (Groupe 7) |
| 5 | 22 mars 2013      | Salzbourg, Autriche  | Autriche - Îles Féroé | 6 - 0 | Qualifications pour la Coupe du monde 2014 (Groupe C) |
| 6 | 15 octobre 2013   | Tórshavn, Îles Féroé | Îles Féroé - Autriche | 0 - 3 | Qualifications pour la Coupe du monde 2014 (Groupe C) |
| 7 | 28 mars 2021      | Vienne, Autriche     | Autriche - Îles Féroé | 3 - 1 | Qualifications pour la Coupe du monde 2022 (Groupe F) |
| 8 | 9 octobre 2021    | Tórshavn, Îles Féroé | Îles Féroé - Autriche | 0 - 2 | Qualifications pour la Coupe du monde 2022 (Groupe F) |

Bilan
- Total de matchs disputés : 8
- Victoires de l'équipe des îles Féroé : 1
- Victoires de l'équipe d'Autriche : 6
- Matchs nuls : 1

### Azerbaïdjan
|   | Date             | Lieu                 | Match                    | Score | Compétition                           |
| 1 | 27 février 1996  | Larnaca, Chypre      | Azerbaïdjan - Îles Féroé | 3 - 0 | Match amical                          |
| 2 | 11 octobre 2018  | Tórshavn, Îles Féroé | Îles Féroé - Azerbaïdjan | 0 - 3 | Ligue des nations 2018-2019 (Ligue D) |
| 3 | 17 novembre 2018 | Bakou, Azerbaïdjan   | Azerbaïdjan - Iles Féroé | 2 - 0 | Ligue des nations 2018-2019 (Ligue D) |

Bilan
- Total de matchs disputés : 3
- Victoires de l'équipe des îles Féroé : 0
- Victoires de l'équipe d'Azerbaïdjan : 3
- Matchs nuls : 0

## B

### Belgique
|   | Date        | Lieu                | Match                 | Score | Compétition                                           |
| 1 | 3 juin 1992 | Toftir, Îles Féroé  | Îles Féroé - Belgique | 0 - 3 | Qualifications pour la Coupe du monde 1994 (Groupe 4) |
| 2 | 22 mai 1993 | Bruxelles, Belgique | Belgique - Îles Féroé | 3 - 0 | Qualifications pour la Coupe du monde 1994 (Groupe 4) |

Bilan
- Total de matchs disputés : 2
- Victoires de l'équipe des îles Féroé : 0
- Victoires de l'équipe de Belgique : 2
- Matchs nuls : 0

### Bosnie-Herzégovine
|   | Date         | Lieu                         | Match                           | Score | Compétition                                |
| 1 | 19 août 1998 | Sarajevo, Bosnie-Herzégovine | Bosnie-Herzégovine - Îles Féroé | 1 - 0 | Qualifications pour l'Euro 2000 (Groupe 9) |
| 2 | 9 juin 1999  | Toftir, Îles Féroé           | Îles Féroé - Bosnie-Herzégovine | 2 - 2 | Qualifications pour l'Euro 2000 (Groupe 9) |

Bilan
- Total de matchs disputés : 2
- Victoires de l'équipe des îles Féroé : 0
- Victoires de l'équipe de Bosnie-Herzégovine : 1
- Matchs nuls : 1

## C

### Canada
|   | Date          | Lieu                 | Match               | Score | Compétition  |
| 1 | 14 avril 1989 | Tórshavn, Îles Féroé | Îles Féroé - Canada | 1 - 0 | Match amical |
| 2 | 16 avril 1989 | Klaksvík, Îles Féroé | Îles Féroé - Canada | 0 - 1 | Match amical |

Bilan
- Total de matchs disputés : 2
- Victoires de l'équipe des îles Féroé : 1
- Victoires de l'équipe du Canada : 1
- Matchs nuls : 0

### Chypre
|   | Date           | Lieu               | Match               | Score | Compétition                                           |
| 1 | 16 juin 1992   | Toftir, Îles Féroé | Îles Féroé - Chypre | 0 - 2 | Qualifications pour la Coupe du monde 1994 (Groupe 4) |
| 2 | 25 avril 1993  | Limassol, Chypre   | Chypre - Îles Féroé | 3 - 1 | Qualifications pour la Coupe du monde 1994 (Groupe 4) |
| 3 | 9 octobre 2004 | Nicosie, Chypre    | Chypre - Îles Féroé | 2 - 2 | Qualifications pour la Coupe du monde 2006 (Groupe 4) |
| 4 | 17 août 2005   | Toftir, Îles Féroé | Îles Féroé - Chypre | 0 - 3 | Qualifications pour la Coupe du monde 2006 (Groupe 4) |

Bilan
- Total de matchs disputés : 4
- Victoires de l'équipe des îles Féroé : 0
- Victoires de l'équipe de Chypre : 3
- Matchs nuls : 1

### Croatie
|   | Date             | Lieu                 | Match                | Score | Compétition                                           |
| 1 | 5 septembre 2025 | Tórshavn, Îles Féroé | Îles Féroé - Croatie | -     | Qualifications pour la Coupe du monde 2026 (Groupe L) |
| 2 | 14 novembre 2025 | Croatie              | Croatie - Îles Féroé | -     | Qualifications pour la Coupe du monde 2026 (Groupe L) |

Bilan
- Total de matchs disputés : 0
- Victoires de l'équipe des îles Féroé : 0
- Victoires de l'équipe de Croatie : 0
- Matchs nuls : 0

## D

### Danemark
|   | Date              | Lieu                 | Match                 | Score | Compétition                                           |
| 1 | 10 octobre 1990   | Copenhague, Danemark | Danemark - Îles Féroé | 4 - 1 | Qualifications pour l'Euro 1992 (Groupe 4)            |
| 2 | 25 septembre 1991 | Landskrona, Suède    | Îles Féroé - Danemark | 0 - 4 | Qualifications pour l'Euro 1992 (Groupe 4)            |
| 3 | 16 août 2000      | Tórshavn, Îles Féroé | Îles Féroé - Danemark | 0 - 2 | Championnat nordique de football 2000-2001            |
| 4 | 4 octobre 2020    | Herning, Danemark    | Danemark - Îles Féroé | 4 - 0 | Match amical                                          |
| 5 | 4 septembre 2021  | Tórshavn, Îles Féroé | Îles Féroé - Danemark | 0 - 1 | Qualifications pour la Coupe du monde 2022 (Groupe F) |
| 6 | 12 novembre 2021  | Copenhague, Danemark | Danemark - Îles Féroé | 3 - 1 | Qualifications pour la Coupe du monde 2022 (Groupe F) |
| 7 | 26 mars 2024      | Brøndby, Danemark    | Danemark - Îles Féroé | 2 - 0 | Match amical                                          |

Bilan
- Total de matchs disputés : 7
- Victoires de l'équipe des îles Féroé : 0
- Victoires de l'équipe du Danemark : 7
- Matchs nuls : 0

## E

### Écosse
|    | Date             | Lieu                 | Match               | Score | Compétition                                           |
| 1  | 12 octobre 1994  | Glasgow, Écosse      | Écosse - Îles Féroé | 5 - 1 | Qualifications pour l'Euro 1996 (Groupe 8)            |
| 2  | 7 juin 1995      | Toftir, Îles Féroé   | Îles Féroé - Écosse | 0 - 2 | Qualifications pour l'Euro 1996 (Groupe 8)            |
| 3  | 14 octobre 1998  | Aberdeen, Écosse     | Écosse - Îles Féroé | 2 - 1 | Qualifications pour l'Euro 2000 (Groupe 9)            |
| 4  | 5 juin 1999      | Toftir, Îles Féroé   | Îles Féroé - Écosse | 1 - 1 | Qualifications pour l'Euro 2000 (Groupe 9)            |
| 5  | 7 septembre 2002 | Toftir, Îles Féroé   | Îles Féroé - Écosse | 2 - 2 | Qualifications pour l'Euro 2004 (Groupe 5)            |
| 6  | 6 septembre 2003 | Glasgow, Écosse      | Écosse - Îles Féroé | 3 - 1 | Qualifications pour l'Euro 2004 (Groupe 5)            |
| 7  | 2 septembre 2006 | Glasgow, Écosse      | Écosse - Îles Féroé | 6 - 0 | Qualifications pour l'Euro 2008 (Groupe B)            |
| 8  | 6 juin 2007      | Toftir, Îles Féroé   | Îles Féroé - Écosse | 0 - 2 | Qualifications pour l'Euro 2008 (Groupe B)            |
| 9  | 16 novembre 2010 | Aberdeen, Écosse     | Écosse - Îles Féroé | 3 - 0 | Match amical                                          |
| 10 | 31 mars 2021     | Glasgow, Écosse      | Écosse - Îles Féroé | 4 - 0 | Qualifications pour la Coupe du monde 2022 (Groupe F) |
| 11 | 12 octobre 2021  | Tórshavn, Îles Féroé | Îles Féroé - Écosse | 0 - 1 | Qualifications pour la Coupe du monde 2022 (Groupe F) |

Bilan
- Total de matchs disputés : 11
- Victoires de l'équipe des îles Féroé : 0
- Victoires de l'équipe d'Écosse : 9
- Matchs nuls : 2

### Espagne
|   | Date             | Lieu                 | Match                | Score | Compétition                                           |
| 1 | 4 septembre 1996 | Toftir, Îles Féroé   | Îles Féroé - Espagne | 2 - 6 | Qualifications pour la Coupe du monde 1998 (Groupe 6) |
| 2 | 11 octobre 1997  | Gijón, Espagne       | Espagne - Îles Féroé | 3 - 1 | Qualifications pour la Coupe du monde 1998 (Groupe 6) |
| 3 | 7 juin 2019      | Tórshavn, Îles Féroé | Îles Féroé - Espagne | 1 - 4 | Qualifications pour l'Euro 2020 (Groupe F)            |
| 4 | 8 septembre 2019 | Gijón, Espagne       | Espagne - Îles Féroé | 4 - 0 | Qualifications pour l'Euro 2020 (Groupe F)            |

Bilan
- Total de matchs disputés : 4
- Victoires de l'équipe des îles Féroé : 0
- Victoires de l'équipe d'Espagne : 4
- Matchs nuls : 0

### Estonie
|   | Date             | Lieu                 | Match                | Score | Compétition                                |
| 1 | 24 février 1996  | Pyla, Chypre         | Estonie - Îles Féroé | 2 - 2 | Match amical                               |
| 2 | 6 août 1997      | Tartu, Estonie       | Estonie - Îles Féroé | 0 - 2 | Match amical                               |
| 3 | 4 juin 1998      | Tallinn, Estonie     | Estonie - Îles Féroé | 5 - 0 | Qualifications pour l'Euro 2000 (Groupe 9) |
| 4 | 4 septembre 1999 | Tórshavn, Îles Féroé | Îles Féroé - Estonie | 0 - 2 | Qualifications pour l'Euro 2000 (Groupe 9) |
| 5 | 4 juin 2008      | Tallinn, Estonie     | Estonie - Îles Féroé | 4 - 3 | Match amical                               |
| 6 | 11 août 2010     | Tallinn, Estonie     | Estonie - Îles Féroé | 2 - 1 | Qualifications pour l'Euro 2012 (Groupe C) |
| 7 | 7 juin 2011      | Toftir, Îles Féroé   | Îles Féroé - Estonie | 2 - 0 | Qualifications pour l'Euro 2012 (Groupe C) |
| 8 | 8 juin 2024      | Tallinn, Estonie     | Estonie - Îles Féroé | 4 - 1 | Coupe baltique 2024                        |

Bilan
- Total de matchs disputés : 7
- Victoires de l'équipe des îles Féroé : 2
- Victoires de l'équipe d'Estonie : 4
- Matchs nuls : 1

## F

### Finlande
|   | Date             | Lieu                         | Match                 | Score | Compétition                                |
| 1 | 16 novembre 1994 | Helsinki, Finlande           | Finlande - Îles Féroé | 5 - 0 | Qualifications pour l'Euro 1996 (Groupe 8) |
| 2 | 26 avril 1995    | Toftir, Îles Féroé           | Îles Féroé - Finlande | 0 - 4 | Qualifications pour l'Euro 1996 (Groupe 8) |
| 3 | 31 janvier 2000  | Manga del Mar Menor, Espagne | Îles Féroé - Finlande | 0 - 1 | Championnat nordique de football 2000-2001 |
| 4 | 7 septembre 2014 | Tórshavn, Îles Féroé         | Îles Féroé - Finlande | 1 - 3 | Qualifications pour l'Euro 2016 (Groupe F) |
| 5 | 7 septembre 2015 | Helsinki, Finlande           | Finlande - Îles Féroé | 1 - 0 | Qualifications pour l'Euro 2016 (Groupe F) |

Bilan
- Total de matchs disputés : 5
- Victoires de l'équipe des îles Féroé : 0
- Victoires de l'équipe du Finlande : 5
- Matchs nuls : 0

### France
|   | Date             | Lieu                 | Match               | Score | Compétition                                           |
| 1 | 8 septembre 2004 | Tórshavn, Îles Féroé | Îles Féroé - France | 0 - 2 | Qualifications pour la Coupe du monde 2006 (Groupe 4) |
| 2 | 3 septembre 2005 | Lens, France         | France - Îles Féroé | 3 - 0 | Qualifications pour la Coupe du monde 2006 (Groupe 4) |
| 3 | 11 octobre 2006  | Sochaux, France      | France - Îles Féroé | 5 - 0 | Qualifications pour l'Euro 2008 (Groupe B)            |
| 4 | 13 octobre 2007  | Tórshavn, Îles Féroé | Îles Féroé - France | 0 - 6 | Qualifications pour l'Euro 2008 (Groupe B)            |
| 5 | 12 août 2009     | Tórshavn, Îles Féroé | Îles Féroé - France | 0 - 1 | Qualifications pour la Coupe du monde 2010 (Groupe 7) |
| 6 | 10 octobre 2009  | Guingamp, France     | France - Îles Féroé | 5 - 0 | Qualifications pour la Coupe du monde 2010 (Groupe 7) |

Bilan
- Total de matchs disputés : 6
- Victoires de l'équipe des îles Féroé : 0
- Victoires de l'équipe de France : 6
- Matchs nuls : 0

## G

### Géorgie
|   | Date         | Lieu               | Match                | Score | Compétition                                |
| 1 | 16 août 2006 | Toftir, Îles Féroé | Îles Féroé - Géorgie | 0 - 6 | Qualifications pour l'Euro 2008 (Groupe B) |
| 2 | 28 mars 2007 | Tbilissi, Géorgie  | Géorgie - Îles Féroé | 3 - 1 | Qualifications pour l'Euro 2008 (Groupe B) |
| 3 | 5 juin 2025  | Tbilissi, Géorgie  | Géorgie - Îles Féroé | 1 - 0 | Match amical                               |

Bilan
- Total de matchs disputés : 3
- Victoires de l'équipe des îles Féroé : 0
- Victoires de l'équipe de Géorgie : 3
- Matchs nuls : 0

### Gibraltar
|   | Date             | Lieu                 | Match                  | Score | Compétition                                           |
| 1 | 1er mars 2014    | Gibraltar, Gibraltar | Gibraltar - Îles Féroé | 1 - 4 | Match amical                                          |
| 2 | 26 mars 2022     | Gibraltar, Gibraltar | Gibraltar - Îles Féroé | 0 - 0 | Match amical                                          |
| 3 | 9 juin 2025      | Tórshavn, Îles Féroé | Îles Féroé - Gibraltar | 2 - 1 | Qualifications pour la Coupe du monde 2026 (Groupe L) |
| 4 | 8 septembre 2025 | Gibraltar, Gibraltar | Gibraltar - Îles Féroé | -     | Qualifications pour la Coupe du monde 2026 (Groupe L) |

Bilan
- Total de matchs disputés : 3
- Victoires de l'équipe des îles Féroé : 2
- Victoires de l'équipe de Gibraltar : 0
- Matchs nuls : 1

### Grèce
|   | Date             | Lieu                 | Match              | Score | Compétition                                |
| 1 | 7 septembre 1994 | Toftir, Îles Féroé   | Îles Féroé - Grèce | 1 - 5 | Qualifications pour l'Euro 1996 (Groupe 8) |
| 2 | 15 novembre 1995 | Héraklion, Grèce     | Grèce - Îles Féroé | 5 - 0 | Qualifications pour l'Euro 1996 (Groupe 8) |
| 3 | 14 novembre 2014 | Le Pirée, Grèce      | Grèce - Îles Féroé | 0 - 1 | Qualifications pour l'Euro 2016 (Groupe F) |
| 4 | 13 juin 2015     | Tórshavn, Îles Féroé | Îles Féroé - Grèce | 2 - 1 | Qualifications pour l'Euro 2016 (Groupe F) |

Bilan
- Total de matchs disputés : 4
- Victoires de l'équipe des îles Féroé : 2
- Victoires de l'équipe de Grèce : 2
- Matchs nuls : 0

## H

### Hongrie
|   | Date             | Lieu                 | Match                | Score | Compétition                                           |
| 1 | 14 octobre 2014  | Tórshavn, Îles Féroé | Îles Féroé - Hongrie | 0 - 1 | Qualifications pour l'Euro 2016 (Groupe F)            |
| 2 | 8 octobre 2015   | Budapest, Hongrie    | Hongrie - Îles Féroé | 2 - 1 | Qualifications pour l'Euro 2016 (Groupe F)            |
| 3 | 6 septembre 2016 | Tórshavn, Îles Féroé | Îles Féroé - Hongrie | 0 - 0 | Qualifications pour la Coupe du monde 2018 (Groupe B) |
| 4 | 10 octobre 2017  | Budapest, Hongrie    | Hongrie - Îles Féroé | 1 - 0 | Qualifications pour la Coupe du monde 2018 (Groupe B) |

Bilan
- Total de matchs disputés : 4
- Victoires de l'équipe des îles Féroé : 0
- Victoires de l'équipe de Hongrie : 3
- Matchs nuls : 1

## I

### Irlande
|   | Date            | Lieu                 | Match                | Score | Compétition                                           |
| 1 | 13 octobre 2004 | Dublin, Irlande      | Irlande - Îles Féroé | 2 - 0 | Qualifications pour la Coupe du monde 2006 (Groupe 4) |
| 2 | 8 juin 2005     | Tórshavn, Îles Féroé | Îles Féroé - Irlande | 0 - 2 | Qualifications pour la Coupe du monde 2006 (Groupe 4) |
| 3 | 16 octobre 2012 | Tórshavn, Îles Féroé | Îles Féroé - Irlande | 1 - 4 | Qualifications pour la Coupe du monde 2014 (Groupe C) |
| 4 | 7 juin 2013     | Dublin, Irlande      | Irlande - Îles Féroé | 3 - 0 | Qualifications pour la Coupe du monde 2014 (Groupe C) |

Bilan
- Total de matchs disputés : 4
- Victoires de l'équipe des îles Féroé : 0
- Victoires de l'équipe de république d'Irlande : 4
- Matchs nuls : 0

### Irlande du Nord
|   | Date              | Lieu                     | Match                        | Score | Compétition                                |
| 1 | 1er mai 1991      | Belfast, Irlande du Nord | Irlande du Nord - Îles Féroé | 1 - 1 | Qualifications pour l'Euro 1992 (Groupe 4) |
| 2 | 11 septembre 1991 | Landskrona, Suède        | Îles Féroé - Irlande du Nord | 0 - 5 | Qualifications pour l'Euro 1992 (Groupe 4) |
| 3 | 12 octobre 2010   | Toftir, Îles Féroé       | Îles Féroé - Irlande du Nord | 1 - 1 | Qualifications pour l'Euro 2012 (Groupe C) |
| 4 | 10 août 2011      | Belfast, Irlande du Nord | Irlande du Nord - Îles Féroé | 4 - 0 | Qualifications pour l'Euro 2012 (Groupe C) |
| 5 | 11 octobre 2014   | Belfast, Irlande du Nord | Irlande du Nord - Îles Féroé | 2 - 0 | Qualifications pour l'Euro 2016 (Groupe F) |
| 6 | 4 septembre 2015  | Tórshavn, Îles Féroé     | Îles Féroé - Irlande du Nord | 1 - 3 | Qualifications pour l'Euro 2016 (Groupe F) |

Bilan
- Total de matchs disputés : 6
- Victoires de l'équipe des îles Féroé : 0
- Victoires de l'équipe d'Irlande du Nord : 4
- Matchs nuls : 2

### Islande
|    | Date            | Lieu                         | Match                | Score | Compétition                                |
| 1  | 24 août 1988    | Akranes, Islande             | Islande - Îles Féroé | 1 - 0 | Match amical                               |
| 2  | 8 août 1990     | Tórshavn, Îles Féroé         | Îles Féroé - Islande | 2 - 3 | Match amical                               |
| 3  | 2 juillet 1995  | Neskaupstaður, Islande       | Islande - Îles Féroé | 2 - 0 | Match amical                               |
| 4  | 27 juillet 1997 | Höfn, Islande                | Islande - Îles Féroé | 1 - 0 | Match amical                               |
| 5  | 18 août 1999    | Tórshavn, Îles Féroé         | Îles Féroé - Islande | 0 - 1 | Match amical                               |
| 6  | 4 février 2000  | Manga del Mar Menor, Espagne | Îles Féroé - Islande | 2 - 3 | Championnat nordique de football 2000-2001 |
| 7  | 7 juin 2003     | Reykjavik, Islande           | Islande - Îles Féroé | 2 - 1 | Qualifications pour l'Euro 2004 (Groupe 5) |
| 8  | 20 août 2003    | Tórshavn, Îles Féroé         | Îles Féroé - Islande | 1 - 2 | Qualifications pour l'Euro 2004 (Groupe 5) |
| 9  | 16 mars 2008    | Kópavogur, Islande           | Islande - Îles Féroé | 3 - 0 | Match amical                               |
| 10 | 22 mars 2009    | Kópavogur, Islande           | Islande - Îles Féroé | 1 - 2 | Match amical                               |
| 11 | 21 mars 2010    | Kópavogur, Islande           | Islande - Îles Féroé | 2 - 0 | Match amical                               |
| 12 | 15 août 2012    | Reykjavik, Islande           | Islande - Îles Féroé | 2 - 0 | Match amical                               |
| 13 | 14 août 2013    | Reykjavik, Islande           | Islande - Îles Féroé | 1 - 0 | Match amical                               |
| 14 | 4 juin 2021     | Tórshavn, Îles Féroé         | Îles Féroé - Islande | 0 - 1 | Match amical                               |

Bilan
- Total de matchs disputés : 14
- Victoires de l'équipe des îles Féroé : 1
- Victoires de l'équipe d'Islande : 13
- Matchs nuls : 0

### Israël
|   | Date               | Lieu                 | Match               | Score | Compétition                                           |
| 1 | 5 août 1992        | Toftir, Îles Féroé   | Îles Féroé - Israël | 1 - 1 | Match amical                                          |
| 2 | 7 septembre 2005   | Tórshavn, Îles Féroé | Îles Féroé - Israël | 0 - 2 | Qualifications pour la Coupe du monde 2006 (Groupe 4) |
| 3 | 8 octobre 2005     | Ramat Gan, Israël    | Israël - Îles Féroé | 2 - 1 | Qualifications pour la Coupe du monde 2006 (Groupe 4) |
| 4 | 1er septembre 2021 | Tórshavn, Îles Féroé | Îles Féroé - Israël | 0 - 4 | Qualifications pour la Coupe du monde 2022 (Groupe F) |
| 5 | 15 novembre 2021   | Netanya, Israël      | Israël - Îles Féroé | 3 - 2 | Qualifications pour la Coupe du monde 2022 (Groupe F) |

Bilan
- Total de matchs disputés : 5
- Victoires de l'équipe des îles Féroé : 0
- Victoires de l'équipe d'Israël : 4
- Matchs nuls : 1

### Italie
|   | Date             | Lieu                 | Match               | Score | Compétition                                |
| 1 | 2 juin 2007      | Tórshavn, Îles Féroé | Îles Féroé - Italie | 1 - 2 | Qualifications pour l'Euro 2008 (Groupe B) |
| 2 | 21 novembre 2007 | Modène, Italie       | Italie - Îles Féroé | 3 - 1 | Qualifications pour l'Euro 2008 (Groupe B) |
| 3 | 7 septembre 2010 | Florence, Italie     | Italie - Îles Féroé | 5 - 0 | Qualifications pour l'Euro 2012 (Groupe C) |
| 4 | 2 septembre 2011 | Tórshavn, Îles Féroé | Îles Féroé - Italie | 0 - 1 | Qualifications pour l'Euro 2012 (Groupe C) |

Bilan
- Total de matchs disputés : 4
- Victoires de l'équipe des îles Féroé : 0
- Victoires de l'équipe d'Italie : 4
- Matchs nuls : 0

## K

### Kazakhstan
|   | Date             | Lieu                     | Match                   | Score | Compétition                                           |
| 1 | 27 avril 2003    | Toftir, Îles Féroé       | Îles Féroé - Kazakhstan | 3 - 2 | Match amical                                          |
| 2 | 29 avril 2003    | Tórshavn, Îles Féroé     | Îles Féroé - Kazakhstan | 2 - 1 | Match amical                                          |
| 3 | 6 septembre 2013 | Nour-Soultan, Kazakhstan | Kazakhstan - Îles Féroé | 2 - 1 | Qualifications pour la Coupe du monde 2014 (Groupe C) |
| 4 | 11 octobre 2013  | Tórshavn, Îles Féroé     | Îles Féroé - Kazakhstan | 1 - 1 | Qualifications pour la Coupe du monde 2014 (Groupe C) |

Bilan
- Total de matchs disputés : 4
- Victoires de l'équipe des Îles Féroé : 2
- Victoires de l'équipe du Kazakhstan : 1
- Matchs nuls : 1

### Kosovo
|   | Date              | Lieu                             | Match               | Score | Compétition                           |
| 1 | 3 juin 2016       | Francfort-sur-le-Main, Allemagne | Kosovo - Îles Féroé | 2 - 0 | Match amical                          |
| 2 | 10 septembre 2018 | Pristina, Kosovo                 | Kosovo - Îles Féroé | 2 - 0 | Ligue des nations 2018-2019 (Ligue D) |
| 3 | 14 octobre 2018   | Tórshavn, Îles Féroé             | Îles Féroé - Kosovo | 1 - 1 | Ligue des nations 2018-2019 (Ligue D) |
| 4 | 19 novembre 2022  | Pristina, Kosovo                 | Kosovo - Îles Féroé | 1 - 1 | Match amical                          |

Bilan
- Total de matchs disputés : 4
- Victoires de l'équipe des Îles Féroé : 0
- Victoires de l'équipe du Kosovo : 2
- Matchs nuls : 2

## L

### Lettonie
|   | Date              | Lieu                 | Match                 | Score | Compétition                                           |
| 1 | 7 octobre 2016    | Riga, Lettonie       | Lettonie - Îles Féroé | 0 - 2 | Qualifications pour la Coupe du monde 2018 (Groupe C) |
| 2 | 7 octobre 2017    | Tórshavn, Îles Féroé | Îles Féroé - Lettonie | 0 - 0 | Qualifications pour la Coupe du monde 2018 (Groupe C) |
| 3 | 22 mars 2018      | Marbella, Espagne    | Îles Féroé - Lettonie | 1 - 1 | Match amical                                          |
| 4 | 9 octobre 2020    | Tórshavn, Îles Féroé | Îles Féroé - Lettoni  | 1 - 1 | Ligue des nations 2020-2021 (Ligue D)                 |
| 5 | 14 novembre 2020  | Riga, Lettonie       | Lettonie - Îles Féroé | 1 - 1 | Ligue des nations 2020-2021 (Ligue D)                 |
| 6 | 11 juin 2024      | Riga, Lettonie       | Lettonie - Îles Féroé | 1 - 0 | Coupe baltique 2024                                   |
| 7 | 10 septembre 2024 | Riga, Lettonie       | Lettonie - Îles Féroé | 1 - 0 | Ligue des nations 2024-2025 (Ligue C)                 |
| 8 | 13 octobre 2024   | Tórshavn, Îles Féroé | Îles Féroé - Lettonie | 1 - 1 | Ligue des nations 2024-2025 (Ligue C)                 |

Bilan
- Total de matchs disputés : 8
- Victoires de l'équipe des îles Féroé : 1
- Victoires de l'équipe de Lettonie : 2
- Matchs nuls : 5

### Liechtenstein
|   | Date            | Lieu                           | Match                      | Score | Compétition  |
| 1 | 26 avril 2000   | Vaduz, Liechtenstein           | Liechtenstein - Îles Féroé | 0 - 1 | Match amical |
| 2 | 13 février 2002 | Paphos, Chypre                 | Îles Féroé - Liechtenstein | 1 - 0 | Match amical |
| 3 | 21 août 2002    | Torshavn, Îles Féroé           | Îles Féroé - Liechtenstein | 3 - 1 | Match amical |
| 4 | 28 mars 2016    | Marbella, Espagne              | Liechtenstein - Îles Féroé | 2 - 3 | Match amical |
| 5 | 25 mars 2018    | San Pedro Alcántara, Espagne   | Îles Féroé - Liechtenstein | 3 - 0 | Match amical |
| 6 | 7 juin 2021     | Torshavn, Îles Féroé           | Îles Féroé - Liechtenstein | 2 - 3 | Match amical |
| 7 | 29 mars 2022    | San Pedro del Pinatar, Espagne | Liechtenstein - Îles Féroé | 0 - 1 | Match amical |
| 8 | 22 mars 2024    | Marbella, Espagne              | Liechtenstein - Îles Féroé | 0 - 4 | Match amical |

Bilan
- Total de matchs disputés : 8
- Victoires de l'équipe des îles Féroé : 8
- Victoires de l'équipe du Liechtenstein : 0
- Matchs nuls : 0

### Lituanie
|    | Date              | Lieu                 | Match                 | Score | Compétition                                           |
| 1  | 10 octobre 1998   | Vilnius, Lituanie    | Lituanie - Îles Féroé | 0 - 0 | Qualifications pour l'Euro 2000 (Groupe 9)            |
| 2  | 8 septembre 1999  | Tórshavn, Îles Féroé | Îles Féroé - Lituanie | 0 - 1 | Qualifications pour l'Euro 2000 (Groupe 9)            |
| 3  | 12 octobre 2002   | Kaunas, Lituanie     | Lituanie - Îles Féroé | 2 - 0 | Qualifications pour l'Euro 2004 (Groupe 5)            |
| 4  | 10 septembre 2003 | Toftir, Îles Féroé   | Îles Féroé - Lituanie | 1 - 3 | Qualifications pour l'Euro 2004 (Groupe 5)            |
| 5  | 7 octobre 2006    | Tórshavn, Îles Féroé | Îles Féroé - Lituanie | 0 - 1 | Qualifications pour l'Euro 2008 (Groupe B)            |
| 6  | 12 septembre 2007 | Kaunas, Lituanie     | Lituanie - Îles Féroé | 2 - 1 | Qualifications pour l'Euro 2008 (Groupe B)            |
| 7  | 15 octobre 2008   | Kaunas, Lituanie     | Lituanie - Îles Féroé | 1 - 0 | Qualifications pour la Coupe du monde 2010 (Groupe 7) |
| 8  | 9 septembre 2009  | Toftir, Îles Féroé   | Îles Féroé - Lituanie | 2 - 1 | Qualifications pour la Coupe du monde 2010 (Groupe 7) |
| 9  | 11 novembre 2020  | Vilnius, Lituanie    | Lituanie - Îles Féroé | 2 - 1 | Match amical                                          |
| 10 | 11 juin 2022      | Tórshavn, Îles Féroé | Îles Féroé - Lituanie | 2 - 1 | Ligue des nations 2022-2023 (Ligue C)                 |
| 11 | 22 septembre 2022 | Vilnius, Lituanie    | Lituanie - Îles Féroé | 1 - 1 | Ligue des nations 2022-2023 (Ligue C)                 |

Bilan
- Total de matchs disputés : 11
- Victoires de l'équipe des îles Féroé : 2
- Victoires de l'équipe de Lituanie : 7
- Matchs nuls : 2

### Luxembourg
|   | Date               | Lieu                   | Match                   | Score | Compétition                                           |
| 1 | 24 mars 2001       | Luxembourg, Luxembourg | Luxembourg - Îles Féroé | 0 - 2 | Qualifications pour la Coupe du monde 2002 (Groupe 1) |
| 2 | 1er septembre 2001 | Toftir, Îles Féroé     | Îles Féroé - Luxembourg | 1 - 0 | Qualifications pour la Coupe du monde 2002 (Groupe 1) |
| 3 | 24 février 2004    | San Fernando, Espagne  | Îles Féroé - Luxembourg | 4 - 2 | Match amical                                          |
| 4 | 4 juin 2010        | Hesperange, Luxembourg | Luxembourg - Îles Féroé | 0 - 0 | Match amical                                          |
| 5 | 7 juin 2022        | Tórshavn, Îles Féroé   | Îles Féroé - Luxembourg | 0 - 1 | Ligue des nations 2022-2023 (Ligue C)                 |
| 6 | 14 juin 2022       | Luxembourg, Luxembourg | Luxembourg - Îles Féroé | 2 - 2 | Ligue des nations 2022-2023 (Ligue C)                 |

Bilan
- Total de matchs disputés : 6
- Victoires de l'équipe des îles Féroé : 3
- Victoires de l'équipe de Luxembourg : 1
- Matchs nuls : 2

## M

### Macédoine du Nord
|   | Date             | Lieu                      | Match                          | Score | Compétition                           |
| 1 | 27 mars 2023     | Skopje, Macédoine du Nord | Macédoine du Nord - Îles Féroé | 1 - 0 | Match amical                          |
| 2 | 7 septembre 2024 | Tórshavn, Îles Féroé      | Îles Féroé - Macédoine du Nord | 1 - 1 | Ligue des nations 2024-2025 (Ligue C) |
| 3 | 17 novembre 2024 | Skopje, Macédoine du Nord | Macédoine du Nord - Îles Féroé | 1 - 0 | Ligue des nations 2024-2025 (Ligue C) |

Bilan
- Total de matchs disputés : 3
- Victoires de l'équipe des îles Féroé : 0
- Victoires de l'équipe de Macédoine du Nord : 2
- Matchs nuls : 1

### Malte
|    | Date             | Lieu                 | Match              | Score | Compétition                                           |
| 1  | 30 avril 1997    | Ta' Qali, Malte      | Malte - Îles Féroé | 1 - 2 | Qualifications pour la Coupe du monde 1998 (Groupe 6) |
| 2  | 8 juin 1997      | Toftir, Îles Féroé   | Îles Féroé - Malte | 2 - 1 | Qualifications pour la Coupe du monde 1998 (Groupe 6) |
| 3  | 18 août 2004     | Toftir, Îles Féroé   | Îles Féroé - Malte | 3 - 2 | Match amical                                          |
| 4  | 19 novembre 2013 | Ta' Qali, Malte      | Malte - Îles Féroé | 3 - 2 | Match amical                                          |
| 5  | 7 septembre 2018 | Tórshavn, Îles Féroé | Îles Féroé - Malte | 3 - 1 | Ligue des nations 2018-2019 (Ligue D)                 |
| 6  | 20 novembre 2018 | Ta' Qali, Malte      | Malte - Îles Féroé | 1 - 1 | Ligue des nations 2018-2019 (Ligue D)                 |
| 7  | 23 mars 2019     | Ta' Qali, Malte      | Malte - Îles Féroé | 2 - 1 | Qualifications pour l'Euro 2020 (Groupe F)            |
| 8  | 15 octobre 2019  | Tórshavn, Îles Féroé | Îles Féroé - Malte | 1 - 0 | Qualifications pour l'Euro 2020 (Groupe F)            |
| 9  | 3 septembre 2020 | Tórshavn, Îles Féroé | Îles Féroé - Malte | 3 - 2 | Ligue des nations 2020-2021 (Ligue D)                 |
| 10 | 17 novembre 2020 | Ta' Qali, Malte      | Malte - Îles Féroé | 1 - 1 | Ligue des nations 2020-2021 (Ligue D)                 |

Bilan
- Total de matchs disputés : 10
- Victoires de l'équipe des îles Féroé : 6
- Victoires de l'équipe de Malte : 2
- Matchs nuls : 2

### Moldavie
|   | Date              | Lieu                 | Match                 | Score | Compétition                                           |
| 1 | 25 mars 2021      | Chișinău, Moldavie   | Moldavie - Îles Féroé | 1 - 1 | Qualifications pour la Coupe du monde 2022 (Groupe F) |
| 2 | 7 septembre 2021  | Tórshavn, Îles Féroé | Îles Féroé - Moldavie | 2 - 1 | Qualifications pour la Coupe du monde 2022 (Groupe F) |
| 3 | 24 mars 2023      | Chișinău, Moldavie   | Moldavie - Îles Féroé | 1 - 1 | Qualifications pour l'Euro 2024 (Groupe E)            |
| 4 | 10 septembre 2023 | Tórshavn, Îles Féroé | Îles Féroé - Moldavie | 0 - 1 | Qualifications pour l'Euro 2024 (Groupe E)            |

Bilan
- Total de matchs disputés : 4
- Victoires de l'équipe des îles Féroé : 1
- Victoires de l'équipe de Moldavie : 1
- Matchs nuls : 2

### Monténégro
|   | Date           | Lieu                  | Match                   | Score | Compétition                                           |
| 1 | 25 mars 2025   | Podgorica, Monténégro | Monténégro - Îles Féroé | -     | Qualifications pour la Coupe du monde 2026 (Groupe L) |
| 2 | 9 octobre 2025 | Tórshavn, Îles Féroé  | Îles Féroé - Monténégro | -     | Qualifications pour la Coupe du monde 2026 (Groupe L) |

Bilan
- Total de matchs disputés : 0
- Victoires de l'équipe des îles Féroé : 0
- Victoires de l'équipe du Monténégro : 0
- Matchs nuls : 0

## N

### Norvège
|   | Date             | Lieu                 | Match                | Score | Compétition                                |
| 1 | 13 mai 1992      | Oslo, Norvège        | Norvège - Îles Féroé | 2 - 0 | Match amical                               |
| 2 | 11 août 1993     | Toftir, Îles Féroé   | Îles Féroé - Norvège | 0 - 7 | Match amical                               |
| 3 | 10 juin 2019     | Tórshavn, Îles Féroé | Îles Féroé - Norvège | 0 - 2 | Qualifications pour l'Euro 2020 (Groupe F) |
| 4 | 15 novembre 2019 | Oslo, Norvège        | Norvège - Îles Féroé | 4 - 0 | Qualifications pour l'Euro 2020 (Groupe F) |
| 5 | 16 novembre 2023 | Oslo, Norvège        | Norvège - Îles Féroé | 2 - 0 | Match amical                               |

Bilan
- Total de matchs disputés : 5
- Victoires de l'équipe des îles Féroé : 0
- Victoires de l'équipe de Norvège : 5
- Matchs nuls : 0

## P

### Pays-Bas
|   | Date          | Lieu             | Match                 | Score | Compétition  |
| 1 | 1er juin 2004 | Lausanne, Suisse | Pays-Bas - Îles Féroé | 3 - 0 | Match amical |

Bilan
- Total de matchs disputés : 1
- Victoires de l'équipe des îles Féroé : 0
- Victoires de l'équipe des Pays-Bas : 1
- Matchs nuls : 0

### Pays de Galles
|   | Date             | Lieu                    | Match                       | Score | Compétition                                           |
| 1 | 9 septembre 1992 | Cardiff, Pays de Galles | Pays de Galles - Îles Féroé | 6 - 0 | Qualifications pour la Coupe du monde 1994 (Groupe 4) |
| 2 | 6 juin 1993      | Toftir, Îles Féroé      | Îles Féroé - Pays de Galles | 0 - 3 | Qualifications pour la Coupe du monde 1994 (Groupe 4) |

Bilan
- Total de matchs disputés : 2
- Victoires de l'équipe des îles Féroé : 0
- Victoires de l'équipe du pays de Galles : 2
- Matchs nuls : 0

### Pologne
|   | Date             | Lieu                  | Match                | Score | Compétition                                |
| 1 | 10 février 2002  | Limassol, Chypre      | Îles Féroé - Pologne | 1 - 2 | Match amical                               |
| 2 | 21 février 2004  | San Fernando, Espagne | Pologne - Îles Féroé | 6 - 0 | Match amical                               |
| 3 | 14 mai 2006      | Wronki, Pologne       | Pologne - Îles Féroé | 4 - 0 | Match amical                               |
| 4 | 7 septembre 2023 | Varsovie, Pologne     | Pologne - Îles Féroé | 2 - 0 | Qualifications pour l'Euro 2024 (Groupe E) |
| 5 | 12 octobre 2023  | Tórshavn, Îles Féroé  | Îles Féroé - Pologne | 0 - 2 | Qualifications pour l'Euro 2024 (Groupe E) |

Bilan
- Total de matchs disputés : 5
- Victoires de l'équipe des îles Féroé : 0
- Victoires de l'équipe de Pologne : 5
- Matchs nuls : 0

### Portugal
|   | Date            | Lieu                 | Match                 | Score | Compétition                                           |
| 1 | 20 août 2008    | Aveiro, Portugal     | Portugal - Îles Féroé | 5 - 0 | Match amical                                          |
| 2 | 10 octobre 2016 | Tórshavn, Îles Féroé | Îles Féroé - Portugal | 0 - 6 | Qualifications pour la Coupe du monde 2018 (Groupe C) |
| 3 | 31 août 2017    | Porto, Portugal      | Portugal - Îles Féroé | 5 - 1 | Qualifications pour la Coupe du monde 2018 (Groupe C) |

Bilan
- Total de matchs disputés : 3
- Victoires de l'équipe des îles Féroé : 0
- Victoires de l'équipe du Portugal : 3
- Matchs nuls : 0

## R

### Roumanie
|   | Date              | Lieu                   | Match                 | Score | Compétition                                           |
| 1 | 6 mai 1992        | Bucarest, Roumanie     | Roumanie - Îles Féroé | 7 - 0 | Qualifications pour la Coupe du monde 1994 (Groupe 4) |
| 2 | 8 septembre 1993  | Toftir, Îles Féroé     | Îles Féroé - Roumanie | 0 - 4 | Qualifications pour la Coupe du monde 1994 (Groupe 4) |
| 3 | 10 septembre 2008 | Tórshavn, Îles Féroé   | Îles Féroé - Roumanie | 0 - 1 | Qualifications pour la Coupe du monde 2010 (Groupe 7) |
| 4 | 14 octobre 2009   | Piatra Neamţ, Roumanie | Roumanie - Îles Féroé | 3 - 1 | Qualifications pour la Coupe du monde 2010 (Groupe 7) |
| 5 | 29 mars 2015      | Ploiești, Roumanie     | Roumanie - Îles Féroé | 1 - 0 | Qualifications pour l'Euro 2016 (Groupe F)            |
| 6 | 11 octobre 2015   | Tórshavn, Îles Féroé   | Îles Féroé - Roumanie | 0 - 3 | Qualifications pour l'Euro 2016 (Groupe F)            |
| 7 | 26 mars 2019      | Cluj-Napoca, Roumanie  | Roumanie - Îles Féroé | 4 - 1 | Qualifications pour l'Euro 2020 (Groupe F)            |
| 8 | 12 octobre 2019   | Tórshavn, Îles Féroé   | Îles Féroé - Roumanie | 0 - 3 | Qualifications pour l'Euro 2020 (Groupe F)            |

Bilan
- Total de matchs disputés : 8
- Victoires de l'équipe des îles Féroé : 0
- Victoires de l'équipe de Roumanie : 8
- Matchs nuls : 0

### Russie
|   | Date             | Lieu                 | Match               | Score | Compétition                                           |
| 1 | 6 mai 1995       | Moscou, Russie       | Russie - Îles Féroé | 3 - 0 | Qualifications pour l'Euro 1996 (Groupe 8)            |
| 2 | 6 septembre 1995 | Toftir, Îles Féroé   | Îles Féroé - Russie | 2 - 5 | Qualifications pour l'Euro 1996 (Groupe 8)            |
| 3 | 28 mars 2001     | Moscou, Russie       | Russie - Îles Féroé | 1 - 0 | Qualifications pour la Coupe du monde 2002 (Groupe 1) |
| 4 | 5 septembre 2001 | Tórshavn, Îles Féroé | Îles Féroé - Russie | 0 - 3 | Qualifications pour la Coupe du monde 2002 (Groupe 1) |

Bilan
- Total de matchs disputés : 4
- Victoires de l'équipe des îles Féroé : 0
- Victoires de l'équipe de Russie : 4
- Matchs nuls : 0

## S

### Saint-Marin
|   | Date            | Lieu                    | Match                    | Score | Compétition                                |
| 1 | 25 mai 1995     | Toftir, Îles Féroé      | Îles Féroé - Saint-Marin | 3 - 0 | Qualifications pour l'Euro 1996 (Groupe 8) |
| 2 | 11 octobre 1995 | Serravalle, Saint-Marin | Saint-Marin - Îles Féroé | 1 - 3 | Qualifications pour l'Euro 1996 (Groupe 8) |

Bilan
- Total de matchs disputés : 2
- Victoires de l'équipe des îles Féroé : 2
- Victoires de l'équipe de Saint-Marin : 0
- Matchs nuls : 0

### Serbie
|   | Date             | Lieu                 | Match               | Score | Compétition                                           |
| 1 | 6 septembre 2008 | Belgrade, Serbie     | Serbie - Îles Féroé | 2 - 0 | Qualifications pour la Coupe du monde 2010 (Groupe 7) |
| 2 | 10 juin 2009     | Torshavn, Îles Féroé | Îles Féroé - Serbie | 0 - 2 | Qualifications pour la Coupe du monde 2010 (Groupe 7) |
| 3 | 3 septembre 2010 | Torshavn, Îles Féroé | Îles Féroé - Serbie | 0 - 3 | Qualifications pour l'Euro 2012 (Groupe C)            |
| 4 | 6 septembre 2011 | Belgrade, Serbie     | Serbie - Îles Féroé | 3 - 1 | Qualifications pour l'Euro 2012 (Groupe C)            |

Bilan
- Total de matchs disputés : 4
- Victoires de l'équipe des îles Féroé : 0
- Victoires de l'équipe de Serbie : 4
- Matchs nuls : 0

### Serbie-et-Monténégro
|   | Date           | Lieu                     | Match                       | Score | Compétition                                           |
| 1 | 24 avril 1996  | Belgrade, RF Yougoslavie | RF Yougoslavie - Îles Féroé | 3 - 1 | Qualifications pour la Coupe du monde 1998 (Groupe 6) |
| 2 | 6 octobre 1996 | Toftir, Îles Féroé       | Îles Féroé - RF Yougoslavie | 1 - 8 | Qualifications pour la Coupe du monde 1998 (Groupe 6) |
| 3 | 6 juin 2001    | Toftir, Îles Féroé       | Îles Féroé - RF Yougoslavie | 0 - 6 | Qualifications pour la Coupe du monde 2002 (Groupe 1) |
| 4 | 15 août 2001   | Belgrade, RF Yougoslavie | RF Yougoslavie - Îles Féroé | 2 - 0 | Qualifications pour la Coupe du monde 2002 (Groupe 1) |

Bilan
- Total de matchs disputés : 4
- Victoires de l'équipe des îles Féroé : 0
- Victoires de l'équipe de Serbie-et-Monténégro : 4
- Matchs nuls : 0

### Slovaquie
|   | Date            | Lieu                  | Match                  | Score | Compétition                                           |
| 1 | 31 août 1996    | Toftir, Îles Féroé    | Îles Féroé - Slovaquie | 1 - 2 | Qualifications pour la Coupe du monde 1998 (Groupe 6) |
| 2 | 23 octobre 1996 | Bratislava, Slovaquie | Slovaquie - Îles Féroé | 3 - 0 | Qualifications pour la Coupe du monde 1998 (Groupe 6) |

Bilan
- Total de matchs disputés : 2
- Victoires de l'équipe des îles Féroé : 0
- Victoires de l'équipe de Slovaquie : 2
- Matchs nuls : 0

### Slovénie
|   | Date             | Lieu                | Match                 | Score | Compétition                                           |
| 1 | 3 septembre 2000 | Toftir, Îles Féroé  | Îles Féroé - Slovénie | 2 - 2 | Qualifications pour la Coupe du monde 2002 (Groupe 1) |
| 2 | 6 octobre 2001   | Ljubljana, Slovénie | Slovénie - Îles Féroé | 3 - 0 | Qualifications pour la Coupe du monde 2002 (Groupe 1) |
| 3 | 8 octobre 2010   | Ljubljana, Slovénie | Slovénie - Îles Féroé | 5 - 1 | Qualifications pour l'Euro 2012 (Groupe C)            |
| 4 | 3 juin 2011      | Toftir, Îles Féroé  | Îles Féroé - Slovénie | 0 - 2 | Qualifications pour l'Euro 2012 (Groupe C)            |

Bilan
- Total de matchs disputés : 4
- Victoires de l'équipe des îles Féroé : 0
- Victoires de l'équipe de Slovénie : 3
- Matchs nuls : 1

### Suède
|   | Date             | Lieu                 | Match              | Score | Compétition                                           |
| 1 | 31 janvier 2001  | Växjö, Suède         | Suède - Îles Féroé | 0 - 0 | Championnat nordique de football 2000-2001            |
| 2 | 12 octobre 2012  | Tórshavn, Îles Féroé | Îles Féroé - Suède | 1 - 2 | Qualifications pour la Coupe du monde 2014 (Groupe C) |
| 3 | 11 juin 2013     | Solna, Suède         | Suède - Îles Féroé | 2 - 0 | Qualifications pour la Coupe du monde 2014 (Groupe C) |
| 4 | 5 septembre 2019 | Tórshavn, Îles Féroé | Îles Féroé - Suède | 0 - 4 | Qualifications pour l'Euro 2020 (Groupe F)            |
| 5 | 18 novembre 2019 | Solna, Suède         | Suède - Îles Féroé | 3 - 0 | Qualifications pour l'Euro 2020 (Groupe F)            |

Bilan
- Total de matchs disputés : 5
- Victoires de l'équipe des îles Féroé : 0
- Victoires de l'équipe de Suède : 4
- Matchs nuls : 1

### Suisse
|   | Date             | Lieu                 | Match               | Score | Compétition                                           |
| 1 | 7 octobre 2000   | Zurich, Suisse       | Suisse - Îles Féroé | 5 - 1 | Qualifications pour la Coupe du monde 2002 (Groupe 1) |
| 2 | 2 juin 2001      | Toftir, Îles Féroé   | Îles Féroé - Suisse | 0 - 1 | Qualifications pour la Coupe du monde 2002 (Groupe 1) |
| 3 | 4 septembre 2004 | Bâle, Suisse         | Suisse - Îles Féroé | 6 - 0 | Qualifications pour la Coupe du monde 2006 (Groupe 4) |
| 4 | 4 juin 2005      | Toftir, Îles Féroé   | Îles Féroé - Suisse | 1 - 3 | Qualifications pour la Coupe du monde 2006 (Groupe 4) |
| 5 | 13 novembre 2016 | Lucerne, Suisse      | Suisse - Îles Féroé | 2 - 0 | Qualifications pour la Coupe du monde 2018 (Groupe C) |
| 6 | 9 juin 2017      | Tórshavn, Îles Féroé | Îles Féroé - Suisse | 0 - 2 | Qualifications pour la Coupe du monde 2018 (Groupe C) |

Bilan
- Total de matchs disputés : 6
- Victoires de l'équipe des îles Féroé : 0
- Victoires de l'équipe de Suisse : 6
- Matchs nuls : 0

## T

### Tchécoslovaquie
|   | Date              | Lieu                    | Match                        | Score | Compétition                                           |
| 1 | 23 septembre 1992 | Košice, Tchécoslovaquie | Tchécoslovaquie - Îles Féroé | 4 - 0 | Qualifications pour la Coupe du monde 1994 (Groupe 4) |
| 2 | 16 juin 1993      | Toftir, Îles Féroé      | Îles Féroé - Tchécoslovaquie | 0 - 3 | Qualifications pour la Coupe du monde 1994 (Groupe 4) |

Bilan
- Total de matchs disputés : 2
- Victoires de l'équipe des îles Féroé : 0
- Victoires de l'équipe de Tchécoslovaquie : 2
- Matchs nuls : 0

### Tchéquie
|   | Date             | Lieu                     | Match                 | Score | Compétition                                           |
| 1 | 20 août 1997     | Teplice, Tchéquie        | Tchéquie - Îles Féroé | 2 - 0 | Qualifications pour la Coupe du monde 1998 (Groupe 6) |
| 2 | 6 septembre 1997 | Toftir, Îles Féroé       | Îles Féroé - Tchéquie | 0 - 2 | Qualifications pour la Coupe du monde 1998 (Groupe 6) |
| 3 | 6 septembre 1998 | Toftir, Îles Féroé       | Îles Féroé - Tchéquie | 0 - 1 | Qualifications pour l'Euro 2000 (Groupe 9)            |
| 4 | 9 octobre 1999   | Prague, Tchéquie         | Tchéquie - Îles Féroé | 2 - 0 | Qualifications pour l'Euro 2000 (Groupe 9)            |
| 5 | 16 novembre 2022 | Olomouc, Tchéquie        | Tchéquie - Îles Féroé | 5 - 0 | Match amical                                          |
| 6 | 17 juin 2023     | Tórshavn, Îles Féroé     | Îles Féroé - Tchéquie | 0 - 3 | Qualifications pour l'Euro 2024 (Groupe E)            |
| 7 | 15 octobre 2023  | Pilsen, Tchéquie         | Tchéquie - Îles Féroé | 1 - 0 | Qualifications pour l'Euro 2024 (Groupe E)            |
| 8 | 22 mars 2025     | Hradec Králové, Tchéquie | Tchéquie - Îles Féroé | 2 - 1 | Qualifications pour la Coupe du monde 2026 (Groupe L) |
| 9 | 12 octobre 2025  | Tórshavn, Îles Féroé     | Îles Féroé - Tchéquie | -     | Qualifications pour la Coupe du monde 2026 (Groupe L) |

Bilan
- Total de matchs disputés : 8
- Victoires de l'équipe des îles Féroé : 0
- Victoires de l'équipe de Tchéquie : 8
- Matchs nuls : 0

### Thaïlande
|   | Date            | Lieu               | Match                  | Score | Compétition  |
| 1 | 21 février 2013 | Bangkok, Thaïlande | Thaïlande - Îles Féroé | 2 - 0 | Match amical |

Bilan
- Total de matchs disputés : 1
- Victoires de l'équipe des îles Féroé : 0
- Victoires de l'équipe de Thaïlande : 1
- Matchs nuls : 0

### Turquie
|   | Date              | Lieu                 | Match                | Score | Compétition                           |
| 1 | 15 juillet 1991   | Tórshavn, Îles Féroé | Îles Féroé - Turquie | 1 - 1 | Match amical                          |
| 2 | 4 juin 2022       | Istanbul, Turquie    | Turquie - Îles Féroé | 4 - 0 | Ligue des nations 2022-2023 (Ligue C) |
| 3 | 25 septembre 2022 | Tórshavn, Îles Féroé | Îles Féroé - Turquie | 2 - 1 | Ligue des nations 2022-2023 (Ligue C) |

Bilan
- Total de matchs disputés : 3
- Victoires de l'équipe des îles Féroé : 1
- Victoires de l'équipe de Turquie : 1
- Matchs nuls : 1

## U

### Ukraine
|   | Date            | Lieu               | Match                | Score | Compétition                                |
| 1 | 24 mars 2007    | Toftir, Îles Féroé | Îles Féroé - Ukraine | 0 - 2 | Qualifications pour l'Euro 2008 (Groupe B) |
| 2 | 17 octobre 2007 | Kiev, Ukraine      | Ukraine - Îles Féroé | 5 - 0 | Qualifications pour l'Euro 2008 (Groupe B) |

Bilan
- Total de matchs disputés : 2
- Victoires de l'équipe des îles Féroé : 0
- Victoires de l'équipe d'Ukraine : 2
- Matchs nuls : 0

## Y

### Yougoslavie
|   | Date            | Lieu                  | Match                    | Score | Compétition                                |
| 1 | 16 mai 1991     | Belgrade, Yougoslavie | Yougoslavie - Îles Féroé | 7 - 0 | Qualifications pour l'Euro 1992 (Groupe 4) |
| 2 | 16 octobre 1991 | Landskrona, Suède     | Îles Féroé - Yougoslavie | 0 - 2 | Qualifications pour l'Euro 1992 (Groupe 4) |

Bilan
- Total de matchs disputés : 2
- Victoires de l'équipe des îles Féroé : 0
- Victoires de l'équipe de Yougoslavie : 2
- Matchs nuls : 0